# Star 244

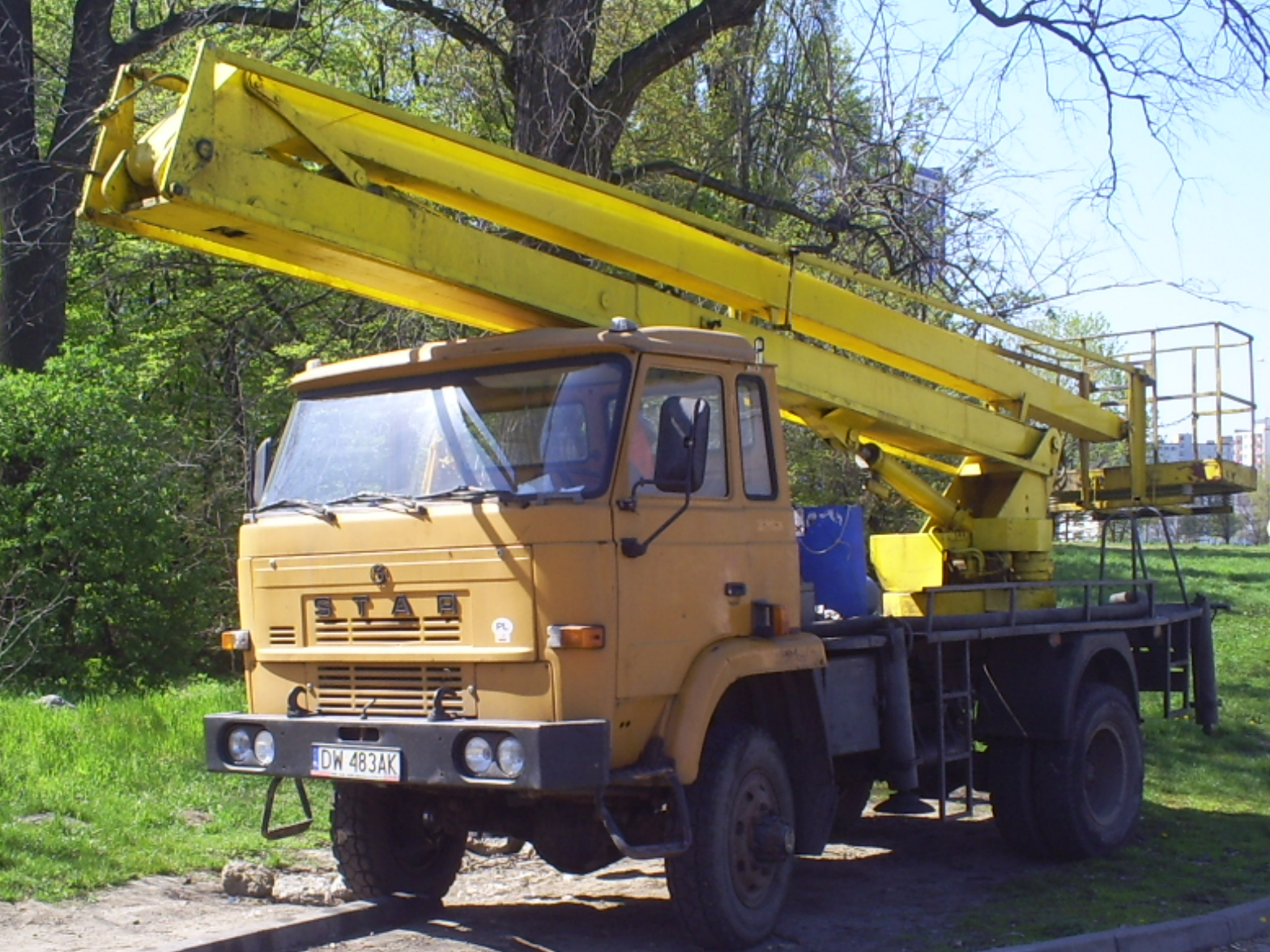
Star 244 nacelle élévatrice

Le Star 244 est un camion polonais fabriqué entre 1975 et 2000 par Fabryka Samochodów Ciężarowych „Star”.

## Historique
Au tournant des années 1969 et 1970 a été fabriqué une présérie de 10 exemplaires de Star 200, elle était accompagnée d'un modèle expérimental: le Star 244. Le camion aux couleurs militaires avec un plateau-ridelles bâché a été conçu en coopération avec l'Institut militaire technique des automobiles blindés (Wojskowy Instytut Techniki Pancernej i Samochodowej) de Sulejówek (comme le Star 266). Le Star 244 est une réponse aux besoins de plusieurs secteurs de l'économie polonaise: l'agriculture, la sylviculture, le bâtiment, l'énergétique et aussi à l'armée et aux pompiers.
La production en série commence en 1975. Le Star 244 est équipé d'une cabine biplace de type 642, propulsé par un moteur diesel de 6 842 cm3 d'une puissance de 150 ch. Sa vitesse maximale est de 82 km/h et il consomme 26 l/100 km. Le Star 244 permet un franchissement à gué de 120 cm.